# Ampułka (anatomia)
Ampułka (łac. ampulla) – u niektórych motyli jest to element samczych narządów genitalnych.
Ampułka to grzbietowy, z dwóch (drugim jest harpe) zesklerotyzowanych tworów na wewnętrznej stronie samczych walw. Położona jest mniej więcej w połowie odległości między nasadą a szczytem walw. Występuje u większości sówkowatych.